# Семёнов, Владлен Трофимович
Семёнов Владлен Трофимович (27 июня 1940, Полтава — 20 июля 2018) — специалист в области архитектуры, стратегии развития больших городов, заслуженный архитектор Украинской ССР (1990), лауреат Государственной премии Украины в области архитектуры (1999), академик Украинской академии архитектуры (1992), главный архитектор Харькова (1982—1994), член экспертного совета Международной Ассамблеи столиц и крупных городов (1998), председатель Харьковской организации Союза архитекторов Украины (1975—1985), председатель академического совета Северо-Восточного филиала Украинской академии архитектуры, заслуженный профессор ХНАГХ (2004), заведующий кафедрой городского строительства Харьковского национального университета городского хозяйства имени А. Н. Бекетова (Университет).

## Биография
Родился 27 июня 1940 г. в Полтаве. Отец — Трофим Никитович Семёнов, машинист паровоза и тепловоза, мастер-инструктор Полтавского паровозного депо. Мать — Елена Фёдоровна Семёнова, после ранения во время войны получила инвалидность и была домохозяйкой.
- 1947—1954 гг. — учился в школе № 2 Полтавы;
- 1954—1958 гг. — учился в Полтавском строительном техникуме транспортного строительства;
- 1958—1959 гг. — мастер-строитель Новороссийского строительного участка треста «Новороссийскморстрой» (г. Новороссийск).
- 1959—1962 гг. — военная служба;
- 1962—1968 гг. — студент факультета «Архитектура гражданских и промышленных зданий» Харьковского инженерно-строительного института (сегодня Харьковский государственный технический университет строительства и архитектуры);
- 1968—1973 гг. — работал архитектором в институте «ХарьковПромстройНИИпроект», затем последовательно занимал должности: руководителя группы, заместителя главного архитектора Харьковского филиала «ГипроНИИавипрома». В 1973 г. был назначен главным архитектором этого института;
- 1970—1972 гг. — аспирант заочного обучения Киевского научно-исследовательского института теории истории и перспективных проблем советской архитектуры;
- С 1972 г. вёл общественную работу в Харьковской организации Союза архитекторов СССР, был председателем Клуба молодых архитекторов (КМА).
- 1975—1985 гг. — возглавлял Харьковскую организацию Союза архитекторов Украины;
- В 1977 г. — защитил кандидатскую диссертацию на тему «Трансформация большепролётных сооружений» и ему была присвоена учёная степень кандидата архитектуры;
- С 1980 г. — начал работать в Харьковском институте инженеров коммунального строительства (ХИИКС, сегодня Харьковский национальный университет городского хозяйства имени А. Н. Бекетова) на должности заведующего кафедрой архитектуры;
- 1985 г. — присвоено учёное звание доцента;
- 1982—1994 гг. — главный архитектор Харькова;
- 1991 г. — присвоено учёное звание профессора;
- 1993 г. — избран заведующим кафедрой градостроения (сейчас кафедра городского строительства);
- 2000—2002 гг. — заместитель руководителя международной программы TACIS «Городской проект»;
- 2002 г. — один из инициаторов открытия «Центра Мегаполис» в Харьковской государственной академии городского хозяйства (Университет).

## Архитектурная деятельность
В 1968 г. во время работы в «ПромстройНИИпроекте» принимал участие в общегородском конкурсе проектов Центрального рынка «Трансформируемый рынок в г. Харькове». Эта работа была отмечена на конкурсе І и ІІ премиями.
В 1969 г. разработал проект «Ангар-моечный пост аэропорта Внуково», который был награждён серебряной медалью ВДНХ СССР. С 1971 по 1980 гг. В. Т. Семёнов был назначен заместителем, а впоследствии — главным архитектором Харьковского филиала «ГипроНИИавипрома». В период с 1975 по 1985 гг. он работает председателем Харьковской организации Союза архитекторов Украины.
Уже с 1980 г. Владлен Трофимович становится заведующим кафедрой архитектуры в ХИИКС. С 1982 по 1994 гг. — член Совета главных архитекторов городов СССР.
В 1982 г. В. Т. Семёнов был избран главным архитектором г. Харькова. На этой должности он работает до 1994 г. Как председатель Главного архитектурно-планировочного комитета (ГАПК) содействовал видоизменениям архитектурного облика г. Харькова. В 1986 г. им было проведено заседание Совета Главных архитекторов столиц республик СССР, целью которого была доработка Генерального плана г. Харькова. Среди приглашённых были: первый заместитель председателя Госстроя СССР Л. Вавакин, народные архитекторы СССР Н. Уллас, М. Порт, ведущие градостроители г. Киева: Н. Дёмин, С. Левитан, Н. Христюк и др.
К авторской группе разработчиков генпланов девяти районов г. Харькова были привлечены районные архитекторы. В практике градостроительного проектирования это был первый случай доведения материалов генплана до нижней ступени самоуправления. После принятия Постановления ЦК КПСС и Кабинета Министров о реализации Генерального плана г. Харькова, появилась возможность продолжить строительство Салтовской линии Харьковского метрополитена и расконсервировать строительство Харьковского театра оперы и балета (сегодня Харьковский национальный академический театр оперы и балета имени Н. В. Лысенко). Также согласно с «Генеральным планом г. Харькова до 2005 г.», в 1986—1990 гг. харьковчане получили жилые массивы Северной Салтовки и Рогани. Были построены первые монолитные жилые дома в г. Харькове.
|  |  |

Работая на должности главного архитектора г. Харькова, Владлен Трофимович всячески поддерживал молодых архитекторов: давал им «зеленый свет» на реализацию проектов, проводил 5-6 ежегодных городских конкурсов, которые становились площадками для презентации перспективных проектов и со временем реализовывались в г. Харькове.
В 1999 г. В. Т. Семёновым в соавторстве с архитекторами В. Лившицем, Ю. Пундыком, В. Усыком был создан проект «Спорткомплекс Харьковского политехнического университета», который был удостоен Государственной премии в области архитектуры.
Владлен Трофимович — автор 45 реализованных проектов, объектов архитектуры и градостроения, главные из которых: Генеральный план г. Харькова (1986 г., 2003 г.); Большепролётные здания Министерства авиационной промышленности СССР в городах: Воронеже, Киеве, Запорожье (построены в 1976—1986 гг.); Административно-бытовые корпуса с информационно-вычислительными центрами и конференц-залами на предприятиях Министерства авиационной промышленности СССР в городах: Днепропетровске, Воронеже, Киеве, Белой Калитве, Запорожье, Тбилиси (построены в 1974—1988 гг.); экспериментальные жилищные дома приусадебного типа в г. Харькове и пригороде; монолитные жилищные здания в г. Харькове (пр. Победы) и в Полтаве (построены в 1989—1993 гг.).
Значительный вклад В. Т. Семёнова в развитие отечественной архитектуры был отмечен присвоением ему в 1990 г. звания «Заслуженный архитектор Украинской ССР».

## Научно-педагогическая деятельность
Данные архитектурных разработок и проектов послужили основой кандидатской диссертации В. Т. Семёнова на тему «Трансформация большепролётных сооружений», которую он защитил в 1977 г. и получил учёную степень кандидата архитектуры. Научная новизна работы состоит в разработке классификаций функциональных процессов, видов и применяемых средств, методов, условий трансформации зданий, определение их рентабельности. Практическая ценность исследования заключается в возможности внедрения результатов проектирования и строительства универсальных залов многоцелевого назначения: театральных, выставочных, спортивных и торговых зданий.
В дальнейшем сфера научных интересов В. Т. Семёнова касается стратегии развития урбанизированных территорий, управления городским развитием, усовершенствования законодательной и нормативно-правовой базы в области градостроения.
С 1980 г. Владлен Трофимович архитектурную деятельность совмещает с научно-педагогической работой в Университете на должности заведующего кафедрой архитектуры. В 1997 г. он был избран проректором по научной работе. Работая на этой должности, Владлен Трофимович принимал активное участие во многих украинских и международных научно-технических конференциях, плодотворно занимался научной и учебно-методической работой, подготовкой научно-педагогических кадров.
По инициативе ректората Университета и при поддержке исполнительного комитета Харьковского городского Совета, под непосредственным руководством профессора В. Т. Семёнова в Университете был открыт «Центр Мегаполис», который включает: лабораторию высоких технологий и информационных систем в городском хозяйстве, постоянно действующую выставку достижений учёных Университета, профильных предприятий и организаций. Цель создания Центра — повышение научно-технического уровня студентов, аспирантов, преподавателей, сотрудников коммунальной сферы, обеспечение её квалифицированными кадрами; активация научной и производственной деятельности Университета, усиление его роли в развитии местного самоуправления и реформирования жилищно-коммунального хозяйства. В работе Центра могут принимать участие представители факультетов и кафедр Университета, а также сотрудники научно-исследовательских, проектных и коммунальных предприятий, которые работают в сфере городского хозяйства.
|  |  |

|  |  |

На протяжении 2000—2002 гг. Владлен Трофимович был заместителем руководителя международной программы TACIS «Городской проект», которая выполнялась при поддержке мэрии г. Лилля (Франция) и городского исполнительного комитета г. Харькова. Принимал активное участие в разработке и внедрении учебного проекта в учебно-консультационный центр образовательной организации «Фитила» в г. Патра (Греция). Сегодня Владлен Трофимович — заведующий кафедрой городского строительства, читает свой спецкурс по проблемам современной архитектуры и градостроения, учитывая последние научные исследования.
Слушателями его лекций являются студенты, магистры, аспиранты и специалисты в области архитектуры. Его ученики успешно работают в университетах, на предприятиях Украины и многих других стран. Уделяя огромное внимание воспитанию кадров высокой квалификации, В. Т. Семёнов подготовил трёх кандидатов архитектуры. За добросовестный труд Владлен Трофимович награждён многими почётными грамотами, дипломами и медалями. В 2000 г. за свой вклад в научно-педагогическую деятельность был отмечен знаком «Отличник образования Украины».
|  |  |

В последние годы в качестве научного руководителя принимал участие в разработке: «Концепции системного развития г. Харькова до 2010 г.»; «Программ реформирования жилищно-коммунального хозяйства г. Харькова и области»; «Программы повышения эффективности местного самоуправления г. Харькова»; «Программы развития и реформирования жилищно-коммунального хозяйства г. Харькова на 2003—2010 гг.»; «Программы повышения качества питьевой воды» (2006 г.); «Концепции организации обслуживания дорожного хозяйства г. Харькова» (2008 г.) и др. С 2000 г. осуществлял научное руководство украинско-французским проектом «Городской проект» (2001—2003 гг.).
Владлен Трофимович — инициатор проведения ежегодных научно-практических конференций «Устойчивое развитие городов» в ХНУГХ им. А. Н. Бекетова. За высокий научно-педагогический уровень, профессиональные и человеческие качества, обеспечение действенных результатов порученной ему работы в 2004 г. Владлену Трофимовичу Семёнову было присвоено звание «Заслуженный профессор Харьковской национальной академии городского хозяйства» (Университет).

## Мастер глиптики
Семёнов В. Т. — художник глиптики (искусства резьбы на цветных и драгоценных камнях, геммах). Его коллекция, созданная на протяжении более чем 40 лет, насчитывает 360 произведений, вырезанных из камня. Мастер считает, что в каждом камне отражён определённый образ. И, поэтому, не убирает лишнее, как это делают скульпторы, а наоборот, пытается как можно меньше вмешиваться в вековую историю пород.
Владлен Трофимович открыл для себя таинственный мир камня более 40 лет назад. В молодом возрасте, для своей жены, нашёл камушек, который напоминал её лицо. Несколько часов кропотливого труда и была создана первая работа мастера глиптики. Каждый год его увлечение резьбой по камню набирает все новые высоты и выходит на профессиональный уровень. Геммы — это уникальный экспонат, в которых есть свой характер, особенность и философия. В них отражена высокая эрудиция, фантазия художника, умение рассмотреть в камнях разнообразие скульптурной миниатюры — от исторических лиц, литературных персонажей до гротескно увиденных образов. Они, безусловно, открывают некоторые штрихи самого автора как личности: раскованность мышления, лёгкость оценивания, рвение, упорство, целеустремлённость. Геммы Владлена Трофимовича можно встретить в музеях, частных коллекциях и на выставках на Украине и за её пределами: Киев (Украина) — Дом архитекторов (1987 г.); Москва (Россия) — Международная ассамблея больших регионов и столиц (2011 г.); Харьков (Украина) — Харьковский областной организационно-методический центр культуры и искусств (2012 г.) и др.

## Публикации
В. Т. Семёнов — автор и соавтор почти 200 научных работ, а именно:
- 7 монографий;
- более 135 научных статей и тезисов докладов;
- 28 учебных изданий;
- 8 информационно-производственных и других изданий;
- 12 изобретений.

Он входит в состав редакционных коллегий многих научных изданий. Под руководством профессора В. Т. Семёнова выполнены 34 научные разработки, внедрены программы развития, концепции и предложения для г. Харькова и области, г. Днепропетровска и Луганской области.
В. Т. Семёновым было подготовлено несколько изданий, посвящённых г. Харькову. В 1986 г. был издан альбом «Харьков. Архитектура, памятники».
С помощью фотосъёмки с вертолёта было сделано около 200 фотографий, на которых отражена архитектура и скульптурные памятники одного из крупнейших городов Украины.
По инициативе В. Т. Семёнова в 1991 г. начато издательство ежемесячного информационно-иллюстрированного обзора «Перспективы. Город и культура». На страницах этого издания печатались проекты развития инфраструктуры и архитектурного облика г. Харькова.
В 2004 г. Владлен Трофимович принимал участие в создании монографии «Харьков-350». Книга содержит исторический экскурс в прошлое г. Харькова, характеристику экономики, инфраструктуры, информацию о выдающихся харьковчанах, современное виденье путей решения сложных проблем переходного периода, стратегию развития г. Харькова и усовершенствование механизмов местного самоуправления.
Список опубликованных трудов, научных разработок и изобретений профессора В. Т. Семёнова см. в разделе «Ссылки».